# Saison 3 de Bob's Burgers
Chronologie
Saison 2 Saison 4
La troisième saison de la série télévisée d'animation Bob's Burgers est diffusée aux États-Unis entre le 30 septembre 2012 et le 12 mai 2013 sur la Fox. Elle comporte vingt-trois épisodes.
En France, elle est disponible depuis le 1er août 2017 sur le service de vidéos à la demande Fox Play. Par ailleurs, elle est diffusée sur MCM depuis le 25 novembre 2017.

## Épisodes
| № | #  | Titre                                                                     | Réalisation                  | Scénario                          | Première diffusion                 | Code de prod. | Audiences |
| --- | -- | ------------------------------------------------------------------------- | ---------------------------- | --------------------------------- | ---------------------------------- | ------------- | --------- |
| 23 | 1  | Le Show Lapin Ear-sy Rider                                                | Anthony Chun                 | Dan Fybel et Rich Rinaldi         | 30 septembre 2012 25 novembre 2017 | 2ASA13        | 5,46      |
| Bob rencontre les Serpents borgnes, un gang de motards, lorsqu'ils viennent rendre hommage à leur chef décédé après son enterrement dans son restaurant, à son grand désarroi. Pendant ce temps, Louise se fait voler son bonnet à oreilles de lapin par Logan, une brute du lycée, qui croit que celui-ci lui porte chance. Elle essaie de le récupérer par tous les moyens et son comportement devient erratique. Elle va jusqu'à demander l'aide des Serpents borgnes pour menacer Logan qui lui a fait croire qu'il a jeté son bonnet aux ordures. |    |                                                                           |                              |                                   |                                    |               |           |
| 24 | 2  | La Chasse aux bonbons Full Bars                                           | Boohwan Lim et Kyounghee Lim | Steven Davis et Kelvin Yu         | 7 octobre 2012 25 novembre 2017    | 2ASA17        | 4,89      |
| Pendant la fête d'Halloween, les enfants ne font pas leur tournée habituelle dans leur secteur et décident de se rendre dans un quartier chic, Kingshead Island, où les habitants distribuent des barres de chocolat grand format. Mais ils sont victimes d'intimidations quand ils y font du porte à porte. Pendant ce temps, Bob et Linda assistent à la fête annuelle « Noir et Orange » de Teddy, où quelqu'un tue accidentellement son cochon d'Inde. |    |                                                                           |                              |                                   |                                    |               |           |
| 25 | 3  | Bob vire les enfants Bob Fires the Kids                                   | Boohwan Lim et Kyounghee Lim | Lizzie Molyneux et Wendy Molyneux | 4 novembre 2012 25 novembre 2017   | 2ASA12        | 3,92      |
| Craignant de gâcher leur enfance, car il estime qu'il prive ses enfants de vacances d'été, Bob décide de les libérer de leur corvées au restaurant. Mais leurs vacances se révèlent très ennuyeuses, ils sont alors embauchés comme « ramasseurs d'herbe » par un couple de hippies qui dirigent une ferme de marijuana. Pendant ce temps, Bob engage Mickey, le braqueur de banque, pour travailler dans son restaurant. |    |                                                                           |                              |                                   |                                    |               |           |
| 26 | 4  | Mutinerie sur le coupe-vent Mutiny on the Windbreaker                     | John Rice                    | Kit Boss                          | 11 novembre 2012 2 décembre 2017   | 2ASA08        | 4,89      |
| Bob est embauché comme chef cuisinier à bord d'un bateau de croisière à quai, afin de prouver ses compétences en dehors du restaurant. Mais toute la famille est embarquée de force quand le bateau lève l'ancre et que le capitaine demande à Bob d'être son chef personnel. Pendant la croisière, Gene a le béguin pour la marionnette d'un ventriloque sans talent qui est en forme de lamantin et inspirée de Mae West. Tina harcèle un masseur pour qu'il lui fasse un massage et Louise se fait faire des ongles de mains et de pieds d'une longueur caricaturale au salon de beauté à bord. |    |                                                                           |                              |                                   |                                    |               |           |
| 27 | 5  | Proposition indécente pour Thanksgiving An Indecent Thanksgiving Proposal | Tyree Dillihay               | Lizzie Molyneux et Wendy Molyneux | 18 novembre 2012 2 décembre 2017   | 2ASA19        | 3,94      |
| Bob voit ses préparatifs de Thanksgiving interrompus par son propriétaire, M. Fischoeder, qui lui fait une proposition étrange. Espérant impressionner une ex qui n'est attirée que par les hommes mariés et ainsi ranimer leur flamme, M. Fischoeder soudoie Bob en lui proposant de faire passer Linda et les enfants comme sa propre famille, mais la situation dégénère et cela gâche toutes les traditions de Thanksgiving si importantes pour Bob. |    |                                                                           |                              |                                   |                                    |               |           |
| 28 | 6  | Le Démembreur The Deepening                                               | Bernard Derriman             | Greg Thompson                     | 25 novembre 2012 2 décembre 2017   | 2ASA11        | 4,66      |
| Dans cette parodie des Dents de la mer, M. Fischoeder achète un requin mécanique qui a été utilisé dans un film tourné à Wonder Wharf comme attraction pour son parc au même endroit. Mais les enfants le lâchent accidentellement dans la ville et Teddy, qui a travaillé sur le film quand il était jeune, se retrouve dans l'obligation de combattre le requin lorsque celui-ci menace la sécurité des habitants. |    |                                                                           |                              |                                   |                                    |               |           |
| 29 | 7  | Baratinage Tina-Rannosaurus Wrecks                                        | Wes Archer                   | Jon Schroeder                     | 2 décembre 2012 2 décembre 2017    | 2ASA14        | 3,97      |
| Tina emboutit accidentellement la voiture familiale, alors que Bob l'avait laissé conduire. Elle croit donc qu'elle porte la poisse et est rongée par la culpabilité quand son père l'oblige à mentir vis-à-vis des assurances. Elle et Bob se retrouvent dans une situation d'escroquerie à l'assurance, mais un expert véreux voit clair dans leur combine et fait chanter Bob en l'obligeant à aller encore plus loin dans la fraude. |    |                                                                           |                              |                                   |                                    |               |           |
| 30 | 8  | Gene a une amoureuse The Unbearable Like-Likeness of Gene                 | Don MacKinnon                | Holly Schlesinger                 | 9 décembre 2012 2 décembre 2017    | 2ASA16        | 4,55      |
| Une fille de son école, Courtney, a jeté son dévolu sur Gene qui accepte de sortir avec elle. Mais lorsque sa famille la trouve si énervante et agaçante, il tente de rompre avec elle. Quand il va la voir dans sa maison, il découvre que son père écrit des jingles dans son studio de musique et qu'il pourrait peut-être lancer sa propre carrière. Il décide ne pas rompre avec elle mais ne peut lui avouer la vraie raison égoïste. Pendant ce temps, Linda essaie un régime à la mode. |    |                                                                           |                              |                                   |                                    |               |           |
| 31 | 9  | Mon beau mannequin, roi des vitrines God Rest Ye Merry Gentle-Mannequins  | Anthony Chun                 | Kit Boss                          | 16 décembre 2012 9 décembre 2017   | 2ASA18        | 3,09      |
| Bob hérite d'un garde-meuble venant d'un parent décédé, et toute la famille s'imagine qu'il renferme des trésors. Mais ils y trouvent un occupant illégal, un homme qui prétend avoir été un mannequin dans un magasin de vêtements. La famille recueille Chet et découvre qu'il a du talent pour créer des vitrines saisonnières avec des mannequins, dans lesquelles il pose également. À l'approche de Noël, il devient de plus en plus instable et finit par déclarer qu'il est amoureux d'un mannequin féminin, dont il a dû se séparer quand il est devenu humain. Le spectacle qu'il crée en l'absence de son amour est macabre et terrifiant, et la famille est désespérée. Elle traque le mannequin féminin jusque dans un sex-shop et le libère. Les Belcher réunissent les deux et convainquent Chet de créer un spectacle plus approprié à temps pour Noël. |    |                                                                           |                              |                                   |                                    |               |           |
| 32 | 10 | Rasoir, Utérus et Laser game Mother Daughter Laser Razor                  | Jennifer Coyle               | Nora Smith                        | 6 janvier 2013 9 décembre 2017     | 2ASA15        | 6,40      |
| Linda craint Louise ne l'aime pas autant que ses autres enfants, car elle se rend compte qu'elle préfère son père. Elle déplore que le lien qui l'unit à sa benjamine ne soit pas aussi fort que celui qui l'unit à Tina. Au grand dam de Louise, elle l'oblige à participer à un séminaire mère-fille pour améliorer leur relation. Pendant ce temps, Linda étant partie, Tina, qui veut se débarrasser de ses poils de jambes à cause de la pression de ses camarades de classe, demande à son père de le faire à sa place. Gene et lui l'emmènent dans un salon de beauté pour une épilation à la cire, mais la peur de la douleur oblige Bob à s'épiler lui aussi. |    |                                                                           |                              |                                   |                                    |               |           |
| 33 | 11 | La Plage nudiste Nude Beach                                               | Wes Archer                   | Scott Jacobson                    | 13 janvier 2013 9 décembre 2017    | 2ASA20        | 4,44      |
| Une plage de nudistes s'ouvre près du restaurant de Bob. Hugo, l'inspecteur sanitaire qui persécute Bob depuis des années, quitte son travail lorsqu'il découvre cette plage et se convertit au style de vie naturiste. Au début, son remplaçant, Tommy, semble être agréablement différent, jusqu'à ce qu'il commence à faire chanter Bob pour qu'il le laisse joue sa musique dans le restaurant, ce qui fait fuir les clients. Bob doit participer à un « Nudecathalon » afin de forcer Hugo à reprendre son travail. Pendant ce temps, Darryl et les enfants Belcher tentent de tirer profit de la plage en installant un point d'observation et en faisant payer les autres enfants pour voir les baigneurs nus. |    |                                                                           |                              |                                   |                                    |               |           |
| 34 | 12 | Le Chieur fou Broadcast Wagstaff School News                              | Jennifer Coyle               | Greg Thompson                     | 27 janvier 2013 9 décembre 2017    | 2ASA21        | 4,12      |
| Tina se retrouve stagiaire au JT de l'École Wagstaff alors qu'elle souhaitait en être la présentatrice, après une machination de Tammy qui prend sa place. Quand elle constate qu'ils ne s'intéressent qu'aux ragots de l'école au lieu des informations attendues, elle décide d'agir. Elle découvre une série de défécations commises par un « chieur en série », qu'elle qualifie de « Chieur fou ». En conséquence, elle crée son propre journal télévisé appelé Tina News pour en informer le public et le démasquer, attirant plus d'attention que le JT de l'école, ce qui provoque la colère de leur professeur M. Grant et de Tammy. Pendant ce temps, Louise fait croire à Gene qu'il ressemblera à Bob en grandissant, elle le pousse à lui ressembler et Gene commence à s'habiller et à agir comme Bob, ce qui impressionne Linda et fait passer Bob pour un usurpateur. |    |                                                                           |                              |                                   |                                    |               |           |
| 35 | 13 | Confusion pour la Saint-Valentin My Fuzzy Valentine                       | Boohwan Lim et Kyounghee Lim | Dan Fybel et Rich Rinaldi         | 10 février 2013 9 décembre 2017    | 3ASA01        | 3,45      |
| Bob fête la Saint-Valentin en préparant à nouveau une crêpe en forme de cœur pour le petit-déjeuner de Linda, mais comme cela n'est pas suffisant, les enfants le convainquent de les laisser sécher l'école pour l'aider à trouver le cadeau idéal qui épatera Linda. Pendant ce temps, Linda célèbre cette journée romantique en organisant un speed-dating au restaurant, mais cela ne va pas se passer exactement comme prévu. |    |                                                                           |                              |                                   |                                    |               |           |
| 36 | 14 | Lindapendance Lindapendant Woman                                          | Don MacKinnon                | Mike Benner                       | 17 février 2013 16 décembre 2017   | 2ASA22        | 3,93      |
| Bob et Linda essaient de trouver des moyens de réduire leurs dépenses. Linda pense que Bob ne l'apprécie pas à sa juste valeur, elle décide d'aller faire ses courses à Fresh Feed, une nouvelle épicerie branchée, où, après avoir parlé au gérant du magasin, elle obtient un emploi à temps partiel. En son absence, Bob essaie de diriger le restaurant seul, mais il échoue, et les enfants se retrouvent coincés au milieu du conflit conjugal. Parallèlement, Tina tente de retrouver un garçon qu'elle a brièvement rencontré dans ce magasin et qu'elle pense être son âme-sœur. |    |                                                                           |                              |                                   |                                    |               |           |
| 37 | 15 | Le Trône de Gene O.T. The Outside Toilet                                  | Anthony Chun                 | Lizzie Molyneux et Wendy Molyneux | 3 mars 2013 16 décembre 2017       | 3ASA02        | 3,67      |
| Dans cet hommage à E.T., l'extra-terrestre, Gene trouve des toilettes parlantes de luxe dans les bois et se lie d'amitié. Il décide, avec Tina et Louise, de les protéger autant que possible, alors qu'un chasseur de toilettes maléfique, qui se fait appeler « Max Flush » et qui vole des toilettes, est justement à la recherche de celles-là. Il peut compter sur la ruse de Louise qui doit mener un casse, une course-poursuite et une pause-pipi. |    |                                                                           |                              |                                   |                                    |               |           |
| 38 | 16 | Topsy Topsy                                                               | Tyree Dillihay               | Loren Bouchard et Nora Smith      | 10 mars 2013 16 décembre 2017      | 3ASA03        | 3,85      |
| À l'occasion de l'expo-sciences des CM1 de l'école Wagstaff, Louise veut présenter son volcan au bicarbonate de soude de l'année dernière. Quand l'expo est confiée à un autre professeur de sciences, M. Dinkler, celui-ci refuse son projet et détruit le volcan en le piétinant. Il oblige Louise à changer de projet et d'en choisir un sur Thomas Edison, car M. Dinkler est bizarrement obsédé par lui. Louise, en colère, décide de faire plutôt son exposé sur Topsy, un éléphant électrocuté par Thomas Edison en 1903, afin de ridiculiser M. Dinkler en tant qu'imitateur d'un inventeur malfaisant. Gene a l'idée d'une comédie musicale sur Topsy, qui se transforme en une histoire d'amour entre Thomas Edison et l'éléphant, avec M. Fischoeder et Gayle chantant un duo intitulé Electric Love. Pendant ce temps, Bob et Linda se disputent pour savoir laquelle de leurs créations à base d'épices est la meilleure. |    |                                                                           |                              |                                   |                                    |               |           |
| 39 | 17 | Duel pour Tina Two For Tina                                               | Wes Archer                   | Scott Jacobson                    | 17 mars 2013 16 décembre 2017      | 3ASA04        | 3,62      |
| Tina demande à Jimmy Jr. d'aller au bal de l'école Wagstaff avec elle et il lui dit peut-être. En rentrant chez elle, elle croise Josh, dont elle était avant amoureuse, qui lui demande si elle veut aller au bal de son école. Quand Tina raconte à Jimmy Jr. que Josh l'a invitée au bal, il devient jaloux et demande l'aide de Louise et de Gene pour qu'elle le choisisse lui. Elle choisit finalement Josh et l'accompagne au bal de son école. Jimmy se pointe et se lance dans une battle de danse pour impressionner Tina. Josh réplique en dansant à son tour. Elle se rend compte qu'elle ne peut pas choisir entre les deux garçons et essaie de faire en sorte que ça marche entre eux trois, mais Jimmy et Josh sont rebutés et Tina se retrouve toute seule. Pendant ce temps, Linda demande à Bob de chaperonner avec elle le bal de l'école Wagstaff pour rattraper les bals auxquels il n'est jamais allé quand il était enfant. |    |                                                                           |                              |                                   |                                    |               |           |
| 40 | 18 | Un serpent dans le pantalon It Snakes a Village                           | Jennifer Coyle               | Kit Boss                          | 24 mars 2013 16 décembre 2017      | 3ASA05        | 3,76      |
| Pendant que leur restaurant et leur maison sont désinfectés par fumigation, les Belcher décident de rendre visite aux parents de Linda dans leur maison de retraite en Floride. Ces derniers n'ont pas l'air très enthousiastes, ils tentent de dissuader Linda d'assister à un buffet collectif et l'oriente plutôt vers une dégustation de vins. Linda découvre alors que cet établissement est réservé aux retraités qui pratiquent l'échangisme. Elle est horrifiée, mais Bob trouve cela très amusant. Pendant ce temps, les enfants découvrent, à leur grande déception, que la piscine de la maison de retraite est fermée pour nettoyage et qu'ils doivent trouver d'autres moyens de se divertir. Ils rencontrent une vieille dame du même village qui reste assise près des bois à guetter un python qui aurait, selon elle, a emporté sa petite chienne bien-aimée, Bitsy. Elle les engage pour le traquer et le filmer pour prouver sa théorie. Gene est terrifié mais Louise accepte contre de l'argent. |    |                                                                           |                              |                                   |                                    |               |           |
| 41 | 19 | Famille en folie Family Fracas                                            | Don MacKinnon                | Holly Schlesinger                 | 14 avril 2013 23 décembre 2017     | 3ASA06        | 3,45      |
| Après la panne de leur voiture, la soirée cinéma des Belcher tombe à l'eau. Ils participent à un jeu télévisé, Family Fracas, où des familles s'affrontent pour gagner des prix comme un minivan. L'animateur, Chuck Charles, a un passif avec la famille (voir « Beefsquatch ») et est consterné que celle-ci gagne chaque soir et puisse revenir pour l'émission suivante. Le rival de Bob, Jimmy Pesto, et sa famille défient les Belcher et gagnent soudainement dans des circonstances suspectes. Bob les accuse de tricherie, ce qui pousse le producteur de l'émission, Harry, à envoyer les deux familles au Pam's Court, une émission de divertissement judiciaire animée par Pam, l'ex-femme de Chuck et ancienne co-présentatrice. |    |                                                                           |                              |                                   |                                    |               |           |
| 42 | 20 | Les enfants tiennent le restaurant The Kids Run the Restaurant            | Boohwan Lim et Kyounghee Lim | Steven Davis et Kelvin Yu         | 21 avril 2013 23 décembre 2017     | 3ASA07        | 3,74      |
| Bob se coupe accidentellement le doigt et s'évanouit à la vue de son propre sang. Linda l'emmène d'urgence à l'hôpital et laisse les enfants seuls à la maison. C'est Tina qui est désignée responsable, mais Louise la manipule pour qu'elle leur permette de transformer le sous-sol du restaurant en casino clandestin improvisé. Ils gagnent plus que ce qu'ils avaient parié, mais M. Fischoeder les surprend et décide de jouer lui aussi. Il se met à gagner beaucoup d'argent et Louise doit le faire perdre, sinon il ne leur restera plus rien. |    |                                                                           |                              |                                   |                                    |               |           |
| 43 | 21 | Boyz 4 Now Boyz 4 Now                                                     | Anthony Chun                 | Lizzie Molyneux et Wendy Molyneux | 28 avril 2013 23 décembre 2017     | 3ASA08        | 3,50      |
| Tina est déprimée car Tante Gayle ne peut pas l'emmener au concert des Boyz 4 Now, mais Louise se propose de l'accompagner alors qu'elle ne le souhaitait pas au départ. Elles rencontrent Zeke et son cousin Leslie qui les aident à y entrer. Louise se fiche des membres du boys band et ne comprend pas la passion de Tina. Elle reste blasée quand le concert commence avec les hurlements des fans jusqu'à ce qu'apparaisse le chanteur Boo Boo et qu'elle craque pour lui à son corps défendant. Elle ne peut s'empêcher de hurler son nom, même si cette réaction de fan lui fait horreur. Tina s'en rend compte, mais Louise nie catégoriquement. Après le concert, elles tentent à plusieurs reprises de se faufiler dans les coulisses, mais leur plan est contrecarré par la sécurité. Elles arrivent néanmoins à monter en douce dans le bus du groupe et se cachent dans un panier à linge. Mais Louise ne peut se retenir de bondir en criant le nom de Boo Boo, ce qui le surprend et le gêne. Elle n'arrive pas à lui parler et finit par exaucer son vœu en le giflant. Les filles sont ensuite jetées hors du bus et déposées dans un relais routier. Pendant ce temps, Gene s'est inscrit à un concours régional de dressage de tables où il rencontre un père obsédé par la victoire et son fils, qui les défient. Il s'en sort in extremis jusqu'en finale en misant sur la créativité et la débrouille, mais perd pour cause de goût douteux, le père et son fils étant aussi éliminés. |    |                                                                           |                              |                                   |                                    |               |           |
| 44 | 22 | La Journée au musée Carpe Museum                                          | Tyree Dillihay               | Jon Schroeder                     | 5 mai 2013 23 décembre 2017        | 3ASA09        | 3,96      |
| Les enfants partent pour une sortie scolaire au musée d'histoire naturelle avec M. Frond et Linda demande à Bob de les accompagner. Les enfants sont groupés par deux, Gene et Zeke se retrouvent ensemble, et ce dernier montre à Gene tous les objets exposés qui représentent des seins nus. Tina se retrouve avec Henry Haber, un autre élève mal à l'aise en société, et, ne voulant pas être perçus comme trop sérieux, chacun essaie d'influencer l'autre en douce pour apparaître moins ringard. Louise se retrouve, quant à elle, avec le Rudy "de taille normale". Ils se faufilent dans une salle fermée ayant pour thème l'Amazonie et Bob les suit pour essayer de se rapprocher de sa fille. Linda se rend au musée et découvre que certains employés sont en grève. Elle se joint à la grève et leur montre comment scander des slogans jusqu'à ce qu'elle les insupporte et qu'ils la chassent du groupe. |    |                                                                           |                              |                                   |                                    |               |           |
| 45 | 23 | Gene Tonique The Unnatural                                                | Wes Archer                   | Greg Thompson                     | 12 mai 2013 23 décembre 2017       | 3ASA10        | 3,38      |
| Gene rejoint l'équipe de base-ball, mais perd confiance en lui après avoir mal joué lors d'un match. Linda choisit alors de l'inscrire à un camp de base-ball intensif, mais ce n'est pas donné et Bob n'est pas sûr qu'ils puissent se le permettre. Finalement, ce camp s'avère être une arnaque. Pendant ce temps, Bob ayant acheté une nouvelle machine à expresso, Tina se rend compte qu'elle adore ça, mais elle en arrive à être accro à la caféine. |    |                                                                           |                              |                                   |                                    |               |           |